# Rally Serras de Fafe e Felgueiras 2021
El Rally Serras de Fafe e Felgueiras 2021, oficialmente 34.º Rally Serras de Fafe e Felgueiras, fue la trigésimo cuarta edición y la sexta ronda de la temporada 2021 del Campeonato de Europa de Rally. Se celebró del 1 al 3 de octubre y contó con un itinerario de dieciséis tramos sobre tierra que sumaban un total de 197,04 km cronometrados.
El ganador de la prueba fue nuevamente el líder del campeonato, Andreas Mikkelsen quien consiguió su segunda victoria consecutiva de la temporada. Fue acompañado en el podio por el campeón defensor, Alexey Lukyanuk y por el ganador de esta prueba en 2020, el local Armindo Araújo.

## Lista de inscritos
| Num.                     | Piloto                 | Copiloto                   | Automóvil               | Equipo                                   |
| ------------------------ | ---------------------- | -------------------------- | ----------------------- | ---------------------------------------- |
| 1                        | Andreas Mikkelsen      | Elliott Edmondson          | Škoda Fabia Rally2 evo  | Toksport WRT                             |
| 2                        | Efrén Llarena          | Sara Fernández             | Škoda Fabia Rally2 evo  | Rallye Team Spain                        |
| 3                        | Mikołaj Marczyk        | Szymon Gospodarczyk        | Škoda Fabia Rally2 evo  | Orlen Team                               |
| 4                        | Alexey Lukyanuk        | Alexey Arnautov            | Citroën C3 Rally2       | Saintéloc Junior Team                    |
| 5                        | Norbert Herczig        | Ramón Ferencz              | Škoda Fabia Rally2 evo  | Škoda Rally Team Hungaria                |
| 6                        | Dani Sordo             | Cándido Carrera            | Hyundai i20 R5          | Team MRF Tyres                           |
| 7                        | Erik Cais              | Jindřiška Žáková           | Ford Fiesta Rally2      | Yacco ACCR Team                          |
| 8                        | Nil Solans             | Marc Martí                 | Škoda Fabia Rally2 evo  | Rallye Team Spain                        |
| 9                        | Umberto Scandola       | Danilo Fappani             | Hyundai i20 R5          | Hyundai Rally Team Italia                |
| 10                       | Simone Tempestini      | Sergiu Itu                 | Škoda Fabia Rally2 evo  | Simone Tempestini                        |
| 11                       | Yoann Bonato           | Benjamin Boulloud          | Citroën C3 Rally2       | CHL Sport Auto                           |
| 12                       | Benito Guerra Jr.      | Daniel Cué                 | Škoda Fabia Rally2 evo  | Benito Guerra Jr.                        |
| 14                       | Luis Vilariño García   | José Murado González       | Škoda Fabia Rally2 evo  | Luis Vilariño García                     |
| 15                       | Alberto Battistolli    | Simone Scattolin           | Škoda Fabia Rally2 evo  | Alberto Battistolli                      |
| 16                       | Iván Ares              | David Vázquez Liste        | Hyundai i20 R5          | Hyundai Ares Racing Team                 |
| 17                       | Armindo Araújo         | Luís Ramalho               | Škoda Fabia Rally2 evo  | Team Armindo Araújo / The Racing Factory |
| 18                       | Ricardo Teodósio       | José Teixeira              | Škoda Fabia Rally2 evo  | ARC Sport                                |
| 19                       | Bruno Magalhães        | Carlos Magalhães           | Hyundai i20 N Rally2    | Team Hyundai Portugal                    |
| 20                       | José Pedro Fontes      | Inês Ponte                 | Citroën C3 Rally2       | Citroën Vodafone Team                    |
| 21                       | Simone Campedelli      | Tania Canton               | Škoda Fabia Rally2 evo  | Team MRF Tyres                           |
| 22                       | Miguel Correia         | António Costa              | Škoda Fabia Rally2 evo  | ARC Sport                                |
| 23                       | Alexander Villanueva   | Víctor M. Ferrero          | Citroën C3 Rally2       | Alexander Villanueva                     |
| 24                       | Alessandro Taddei      | Andrea Gaspari             | Hyundai i20 R5          | Hyundai Rally Team Italia                |
| 26                       | Javier Pardo Siota     | Adrián Pérez Fernández     | Suzuki Swift R4LLY S    | Suzuki Motor Ibérica                     |
| 27                       | Dmitry Feofanov        | Normunds Kokins            | Suzuki Swift R4         | Dmitry Feofanov                          |
| 28                       | Joan Vinyes            | Jordi Mercader             | Suzuki Swift R4LLY S    | Suzuki Motor Ibérica                     |
| 29                       | Victor Cartier         | Fabien Craen               | Toyota Yaris Rally2-Kit | Victor Cartier                           |
| 37                       | Paulo Neto             | Vítor Hugo                 | Škoda Fabia R5          | ARC Sport                                |
| 38                       | Daniel Alonso Villarón | Rodrigo Sanjuan de Eusebio | Ford Fiesta Rally2      | Daniel Alonso Villarón                   |
| 39                       | André Villas-Boas      | Gonçalo Magalhães          | Hyundai i20 R5          | Team Hyundai Portugal                    |
| 40                       | Robert Blomberg        | Ida Bood                   | Škoda Fabia R5          | Robert Blomberg                          |
| 41                       | Fabrizio Bentivoglio   | Massimiliano Bosi          | Škoda Fabia Rally2 evo  | Fabrizio Arengi Bentivoglio              |
| Fuente: ewrc-results.com |                        |                            |                         |                                          |

## Itinerario
| Día                     | Tramo | Nombre                  | Distancia | Ganador de la etapa | Automóvil              | Tiempo  | Líder de la general |
| ----------------------- | ----- | ----------------------- | --------- | ------------------- | ---------------------- | ------- | ------------------- |
| Día 1 (1 de octubre)    | -     | Monte (Shakedown)       | 3.25 km   | Umberto Scandola    | Hyundai i20 R5         | 2:27.9  | -                   |
| Día 2 (2 de octubre)    | SS1   | Luílhas 1               | 12.10 km  | Andreas Mikkelsen   | Škoda Fabia Rally2 evo | 8:18.3  | Andreas Mikkelsen   |
| Día 2 (2 de octubre)    | SS2   | Senhora da Fé / Anjos 1 | 18.06 km  | Dani Sordo          | Hyundai i20 R5         | 11:49.7 | Dani Sordo          |
| Día 2 (2 de octubre)    | SS3   | Agra / Zebral 1         | 11.25 km  | Dani Sordo          | Hyundai i20 R5         | 7:45.8  | Dani Sordo          |
| Día 2 (2 de octubre)    | SS4   | Boticas 1               | 15.20 km  | Dani Sordo          | Hyundai i20 R5         | 11:26.0 | Dani Sordo          |
| Día 2 (2 de octubre)    | SS5   | Luílhas 2               | 12.10 km  | Andreas Mikkelsen   | Škoda Fabia Rally2 evo | 8:48.6  | Andreas Mikkelsen   |
| Día 2 (2 de octubre)    | SS6   | Senhora da Fé / Anjos 2 | 18.06 km  | Simone Tempestini   | Škoda Fabia Rally2 evo | 13:46.1 | Andreas Mikkelsen   |
| Día 2 (2 de octubre)    | SS7   | Agra / Zebral 2         | 11.25 km  | Alexey Lukyanuk     | Citroën C3 Rally2      | 9:06.9  | Andreas Mikkelsen   |
| Día 2 (2 de octubre)    | SS8   | Boticas 2               | 15.20 km  | Andreas Mikkelsen   | Škoda Fabia Rally2 evo | 11:39.3 | Andreas Mikkelsen   |
| Día 3 (3 de octubre)    | SS9   | Seixoso 1               | 10.01 km  | Andreas Mikkelsen   | Škoda Fabia Rally2 evo | 6:54.3  | Andreas Mikkelsen   |
| Día 3 (3 de octubre)    | SS10  | Santa Quitéria 1        | 9.28 km   | Dani Sordo          | Hyundai i20 R5         | 6:23.2  | Andreas Mikkelsen   |
| Día 3 (3 de octubre)    | SS11  | Montim 1                | 8.63 km   | Andreas Mikkelsen   | Škoda Fabia Rally2 evo | 5:54.0  | Andreas Mikkelsen   |
| Día 3 (3 de octubre)    | SS12  | Lameirinha 1            | 13.99 km  | Andreas Mikkelsen   | Škoda Fabia Rally2 evo | 8:52.4  | Andreas Mikkelsen   |
| Día 3 (3 de octubre)    | SS13  | Seixoso 2               | 10.01 km  | Andreas Mikkelsen   | Škoda Fabia Rally2 evo | 6:40.8  | Andreas Mikkelsen   |
| Día 3 (3 de octubre)    | SS14  | Santa Quitéria 2        | 9.28 km   | Dani Sordo          | Hyundai i20 R5         | 6:11.5  | Andreas Mikkelsen   |
| Día 3 (3 de octubre)    | SS15  | Montim 2                | 8.63 km   | Dani Sordo          | Hyundai i20 R5         | 5:49.0  | Andreas Mikkelsen   |
| Día 3 (3 de octubre)    | SS16  | Lameirinha 2            | 13.99 km  | Dani Sordo          | Hyundai i20 R5         | 8:36.6  | Andreas Mikkelsen   |
| Fuente:ewrc-results.com |       |                         |           |                     |                        |         |                     |

## Clasificación final
| Pos.                     | Piloto              | Copiloto            | Automóvil              | Equipo                                   | Tiempo    | Puntos |
| ------------------------ | ------------------- | ------------------- | ---------------------- | ---------------------------------------- | --------- | ------ |
| 1                        | Andreas Mikkelsen   | Elliott Edmondson   | Škoda Fabia Rally2 evo | Toksport WRT                             | 2:19:10.1 | 30+10  |
| 2                        | Alexey Lukyanuk     | Alexey Arnautov     | Citroën C3 Rally2      | Saintéloc Junior Team                    | +2:01.8   | 24+4   |
| 3                        | Armindo Araújo      | Luís Ramalho        | Škoda Fabia Rally2 evo | Team Armindo Araújo / The Racing Factory | +2:38.9   | 21+3   |
| 4                        | Bruno Magalhães     | Carlos Magalhães    | Hyundai i20 N Rally2   | Team Hyundai Portugal                    | +3:07.4   | 19+2   |
| 5                        | Nil Solans          | Marc Martí          | Škoda Fabia Rally2 evo | Rallye Team Spain                        | +3:41.4   | 17+4   |
| 6                        | Norbert Herczig     | Ramón Ferencz       | Škoda Fabia Rally2 evo | Škoda Rally Team Hungaria                | +4:07.0   | 15+1   |
| 7                        | Erik Cais           | Jindřiška Žáková    | Ford Fiesta Rally2     | Yacco ACCR Team                          | +4:24.2   | 13     |
| 8                        | Yoann Bonato        | Benjamin Boulloud   | Citroën C3 Rally2      | CHL Sport Auto                           | +4:57.0   | 11     |
| 9                        | Mikołaj Marczyk     | Szymon Gospodarczyk | Škoda Fabia Rally2 evo | Orlen Team                               | +5:47.8   | 9+1    |
| 10                       | Benito Guerra Jr.   | Daniel Cué          | Škoda Fabia Rally2 evo | Benito Guerra Jr.                        | +7:31.6   | 7      |
| 11                       | Ricardo Teodósio    | José Teixeira       | Škoda Fabia Rally2 evo | ARC Sport                                | +10:26.9  | 5      |
| 12                       | Dani Sordo          | Cándido Carrera     | Hyundai i20 R5         | Team MRF Tyres                           | +10:48.5  | 4+3    |
| 13                       | Alberto Battistolli | Simone Scattolin    | Škoda Fabia Rally2 evo | Alberto Battistolli                      | +11:56.1  | 3      |
| 14                       | Miguel Correia      | António Costa       | Škoda Fabia Rally2 evo | ARC Sport                                | +12:12.0  | 2      |
| 15                       | José Pedro Fontes   | Inês Ponte          | Citroën C3 Rally2      | Citroën Vodafone Team                    | +12:29.9  | 1      |
| Fuente: ewrc-results.com |                     |                     |                        |                                          |           |        |

## Clasificaciones tras el rally
| Posición | Piloto            | Puntos | Cambios de posición |
| -------- | ----------------- | ------ | ------------------- |
| 1        | Andreas Mikkelsen | 176    | Sin cambios         |
| 2        | Mikołaj Marczyk   | 105    | Crecimiento         |
| 3        | Efrén Llarena     | 102    | Decrecimiento       |
| 4        | Alexey Lukyanuk   | 95     | Sin cambios         |
| 5        | Norbert Herczig   | 83     | Sin cambios         |

| Posición | Equipo           | Puntos | Cambios de posición |
| -------- | ---------------- | ------ | ------------------- |
| 1        | Toksport WRT     | 370    | Sin cambios         |
| 2        | Rally Team Spain | 297    | Sin cambios         |
| 3        | Orlen Team       | 119    | Crecimiento         |
| 4        | Yacco ACCR Team  | 114    | Crecimiento         |
| 5        | Team MRF Tyres   | 110    | Crecimiento         |